# Крвне плочице
Крвне плочице или тромбоцити су мале, безједарне, крвне ћелије, облика биконвексног диска, пречника 2-4 микрометра.
Литар крви садржи 150-300x109 тромбоцита. У крви могу опстати 8-14 дана, након чега их разграђују макрофаги у слезини, а мањим делом и у плућима

## Порекло
Тромбоцити настају у коштаној сржи у процесу тромбоцитопоезе из прекурскорских ћелија - мегакариоцита. Мегакариоцитна лоза почиње, као и све крвне лозе, са плурипотентном стем ћелијом (PPSC/CFU-S), чијом диференцијацијом и асиметричним деобама настају, између осталог, мултипотентне ћелије мијелоидне лозе (CFU-GEMM). Ове ћелије непрепознате морфологије затим дају унипотенту стем ћелију мегакариоцитне лозе (CFU-Meg), чији се известан број ћерки диференцира у мегакариоците. Овај процес се одвија кроз неколико ступњева. Настали мегакариоцити су највеће хематопоетске ћелије, са крупним, лобулисаним једром најчешће постављеним уз један пол ћелије, и великом количином цитоплазматског материјала. Мегакароцити су постављени у непосредној близини капилара, проток у којима откида делове цитоплазме мегакариоцита од којих постају тромбоцити. Након завршене фрагментације, једро за заосталом цитоплазмом фагоцитују макрофаги.

## Грађа тромбоцита
Тромбоцити су мали, ануклеусни, биконвексни фрагменти цитоплазме мегакариоцита. Изграђени су од гранула и протеинских филамената актина, миозина и тромбостенина. Посматрано на електронском микроскопу, по електронској густини се разликују два сегмента - светлији, периферни који се назива хијаломера, и унутрашњи, тамнији који садржи грануле различите величине и садржаја, а назива се грануломера .
Грануломера садржи органеле јако пуно везикула. Тромбоцити поседују митохондрије, остатке ендоплазматичног ретикулума, рибозоме, остатке Голџијевог комплекса који синтетишу разне ензиме и садрже велику количину јона калцијума, који игра велику улогу у процесу коагулације крви, зрнца гликогена, ензимске системе за производњу простагландина, тромбоксана, затим факторе стабилизације фибрина и два система канала.
- Отворени систем канала - одликује се отворима на површини мембране тромбоцита, па се може сматрати инвагинацијама његове цитоплазме. Олакшавају пренос продуката из гранула у спољашњу средину.

- Систем канала са електроно густим садржајем - то су остаци ендоплазматичног ретикулума мегакариоцита и унутар њих су депоновани јони калцијума

Све органеле, ензими и енергетски молекули су организовани у посебне грануле (којих има три врсте: алфа, делта и ламбда) које су сконцентрисане у грануломери.
- Алфа грануле - најбројније и највеће, садрже фибриноген, Фон Вилебрандов фактор и тромбоспондин, гликопротеини који подстичу адхезију и агрегацију тромбоцита при формирању угрушка. Сарже и тромбоцитни фактор раста, сигнални молекул који стимулише пролиферацију фибробласта, ендотелних и глатких мишићних ћелија на месту оштећења крвног суда, доприносећи нјеговој регенерацији.
- Делта грануле - садрже серотонин, пирофосфат, АТП и АДП - супстанце које делују као снажни промотери тромбоцитне агрегације.Серотонин, вазоконстриктор, секретују ћелије ДНЕС-а, а тромбоцити је само прихватају из крвне плазме и чувају у делта гранулама.
- Ламбда грануле - најситније, садрже хидролизне ензиме.

Хијаломера не садржи органеле. У њој су концентрисани елементи цитоскелета као што су микротубули, актин и миозин.
Сваки тромбоцит садржи 10-15 циркуларно оријентисаних микротубула који му одржавају дискоидни облик. Микротубули су смештени непосредно испод плазмалеме и формирају маргинални сноп. Концентрација актина и миозина у хијаломери тромбоцита већа је него у ма којој мишићној ћелији људског тела. Услед дејства актинских и мијозинских филамената долази до истискиванја садржаја гранула на површину тромбоцита, потом, имају дејство и у ретракцији коагулума.
Ћелијска мембрана прекривена је гликокаликсом - гликопротеинским омотачем дебљине 15-20 nm који спречавају адхезију тромбоцита за нормални ендотел, али омогућава адхезију за повређено ткиво и за друге тромбоците (под извесним условима). Ово својство тромбоцита често отежава њихово бројање.

## Функција
Улога тромбоцита је заустављање крварења путем стварања тромбоцитног чепа и коагулације крви. Ако дође до повреде крвног суда-крварења прва реакција је сужавање-констрикција крвног суда под утицајем симпатикуса и вазоконстриктора-супстанци које изазивају сужење крвног суда вазоконстрикција. Следећи стадијум је активација тробоцита. Они мењају облик, на површини се образују бројни наставци, везе између тромбоцита, фибриногена и ендотела такозвани тромбоцитни чеп (велику улогу у повезивању игра вон Вилебрандов фактор и гликопротеини мембране тромбоцита). Контрактилни протеини - актин, миозин и тромбастенин се контрахују и ослобађају се супстанце из гранула-серотонин, калцијум, АДП, а такође синтетишу се и нове супстанце као нпр. тромбоксан А2 који је снажан вазоконстриктор. Уколико је повреда мала реакција се овде зауставља. Ако је повреда крвног суда већа започиње и трећа фаза-коагулација крви. Тробоцити имају кључну улогу у коагулацији крви јер секретују калцијум, фосфолипиде, и фактор стабилизације фибрина.

## Коагулација крви
Суштина коагулације крви је претварање неактивног протеина крви протромбина у активни тромбин. Тромбин активира неактивни протеин крви фибриноген у фибрин, тако што га разлаже на мономере-који се опет повезују у полимере и граде мрежу у који се хватају еритроцити, леукоцити и тромбоцити.
Активација тромбина се обавља спољашњим и унутрашњим путем коагулација, преко протеинске каскаде.

## Болести тромбоцита
Болести тромбоцита се могу поделити на оне са смањеним бројем и функцијом тромбоцита - тромбоцитопенија и на оне са повећаним бројем тромбоцита - тромбоцитоза.

### Тромбоцитопенија
Тромбоцитопенија може бити квантитативна и квалитативна.

#### Квантитативни поремећаји
Квантитативни поремећаји се карактеришу смањеним бројем тромбоцита у крви - тромбоцитопенијом. Нормалан број је 150 до 400 милијарди крвних плочица по литру крви. Опадањем њиховог броја на испод 50 милијарди у литру могу се јавити спонтана, тачкаста крварења која се зову тромбоцитне пурпуре. Оваква крварења могу се наћи свуда по телу и на слузокожи. Даљим смањењем броја тромбоцита (испод 30 милијарди по литру) може доћи до смрти услед спонтаног крварења.
Узрок квантитативних поремећаја може бити смањена продукција или повећана потрошња тромбоцита:
Смањена продукција тромбоцита
Може бити урођена и стечена.
- урођена:
  - Вискот-Олдрихов синдром
  - Урођена амегакариоцитна тромбоцитопенија
  - Аутоимуни лимфопролиферативни синдром

- стечена:
  - Тромбоцитопенија индукована лековима

У ову групу спада тромбоцитопенија изазвана хепарином. Постоје две форме: ХИТ1 и ХИТ2. Други лекови нпр. цитостатици (користе се за лечење тумора) могу деловати директно на коштану срж и тако смањити продукцију крвних плочица, али и других ћелија крви (апластична анемија). Још неке групе лекова - кинини, неки диуретици, антибиотици могу изазвати блажу тромбоцитопенију.
- - Тромбоцитопенија изазвана алкохолом
  - Поремећаји коштане сржи нпр. апластична анемија, мијелодиспластични синдром (прелеукемија) и леукемија такође доводе до тромбоцитопеније. Код ширења (метастаза) неких тумора у коштаној сржи због недостатка места настаје тромбоцитопенија нпр. код лимфома...

Повећана потрошња тромбоцита
Може бити имунолошка и неимунолошка тромбоцитопенија.
- Имунолошка тромбоцитопенија
  - Имунолошка тромбоцитопенијска пурпура (ИТП)
  - Стечена апластична анемија
  - Алоимуна тромбоцитопенија новорођенчета
  - Тромбоцитопенија после трансфузије крви
  - Тробоцитопенија индукована токсинима
  - Циклична тромбоцитопенија

- Неимунолошка тромбоцитопенија
  - Дисеминована интраваскуларна коагулација
  - Тромботична тромбоцитопенијска пурпура (ТТП)
  - Хемолитички уремијски синдром (ХУС)

- Тромбоцитопенија код повећања слезине и јетре
  - Пурпура Хенох-Шенлајн
  - Псеудотромбоцитопенија

#### Квалитативни поремећаји тромбоцита
Квалитативни поремећаји тромбоцита се карактеришу поремећајем њихове функције. У овом случају број може бити и нормалан, али тромбоцити су дефектни, па не могу обављати своју функцију. Примери су:
- Бернард-Сулијеров синдром и
- Тромбастенија Гланцман

### Тромбоцитоза
Тромбоцитоза је повећање броја тромбоцита. Услед њиховог повећаног броја повећан је и ризик за настанак тромбозе (спонтаног згрушавања крви).
Есенцијална тромбоцитоза спада у групу ијелодиспластичних болести. Узрок је поремећај плурипотентне матичне ћелије. То ћелија из које настају све остале ћелије крви.

## Трансфузија тромбоцита
Тромбоцитни концентрати се добијају процесом сепарације из крви. Крвне плочице се чувају на температури од око 20-24 степени. Максимално време чувања је 5 дана, због ризика од контаминације бактеријама. Тромбоцити који се трансфундују могу потицати од једног донора, али и као концентрати од више њих. Трансфузије тромбоцита понекад могу изазвати имуну реакцију примаоца праћену уништавањем крвних плочица донора.